# La Gohannière

La Gohannière este o comună în departamentul Manche, Franța. În 2009 avea o populație de 125 de locuitori.